# Simbología nacionalsocialista

La esvástica fue el principal emblema del nacionalsocialismo y continúa estando asociada con él en occidente.

El Partido Nacionalsocialista Obrero Alemán destacó por su variada simbología, los símbolos más usados en la vida cotidiana de la Alemania nazi fueron Hakenkreuz (esvástica), que era su enseña principal, y la bandera nacionalsocialista, que se convirtió en la bandera estatal durante la Alemania nazi (1933–1945).
En 2023, la Liga Antidifamación, por medio de un vocero, se pronunció sobre el uso de algunos símbolos nazis: es "imposible hacer inferencias sobre quien ostente el símbolo."

## Heráldica
Durante el régimen nacionalsocialista, se pidió eliminar el simbolismo religioso en la heráldica en las administraciones alemanas.[cita requerida]
Muy pocas administraciones cambiaron los símbolos religiosos de su heráldica por los propios del régimen, entre ellos fueron la ciudad de Coburgo, que reemplazaron la «cabeza de moro», que representaba a San Mauricio por una espada con una esvástica en el Pomo. Mientras que en el estado de Turingia, se hizo un pequeño cambio añadiendo una cruz gamada en una de las patas delanteras del león en su escudo. 

Escudo de armas de Turingia durante el régimen nacionalsocialista, donde se muestra al león sosteniendo una cruz gamada.

## Runas

Emblema de las SS (Schutzstaffel) con dos runas Sig

Los caracteres del alfabeto rúnico, que han sido utilizados por los nazis y los grupos neonazis, están asociados con las tradiciones germánicas, especialmente Sigel, Ēoh, Tyr , Odal  y Algiz.
La fascinación que suscitó las runas entre los nacionalsocialistas se remonta al autor ocultista y  völkisch Guido von List, uno de los más importantes representantes del misticismo y del regeneracionismo del paganismo germánico de finales del siglo XIX y principios del XX. En 1908, List publicó en Das Geheimnis der Runen ("El secreto de las runas") un conjunto de 18 runas ideadas como oráculos que denominó «runas armanas», basadas en el futhark joven (escandinavas), las cuales supuestamente se le revelaron cuando en 1902, tras una operación de cataratas en ambos ojos, sufría un estado de ceguera temporal.
En el contexto nazi, la runa s se conoce como "Sig" (después de List, probablemente provenga del anglosajón Sigel). El wolfsangel, aunque no es una runa, tiene la forma de la runa "Gibor" de List.
Cabe recordar que el concepto original de estos signos (las runas) no está vinculado a ninguna ideología política o de supremacía blanca, siendo un plagio elaborado por los nazis que generó una fama negativa y un uso equivocado en estos símbolos: los 24 símbolos originales fueron descubiertos por el Dios Odín, después de pasar 9 días en el Yggdrasil (árbol de la vida). Se utilizaban para la escritura, la adivinación o la magia.

## Otros símbolos
Otros distintivos nacionalsocialistas fueron:
- El águila del Partido Nacionalsocialista (Parteiadler)
- Las runa Sigel, el logotipo de las SS[6][7]
- Varias runas o letras inspiradas en estas, como la runa algiz y odal[8][9] y el wolfsangel[10]
- El uniforme negro de las SS.
- Las camisas pardas de las Sturmabteilung
- La insignia con forma de calavera (Totenkopf) de las SS-Totenkopfverbände y las unidades de los campos de concentración[11]
- Estandarte personal de Adolf Hitler

## Uso por parte de neonazis
Los grupos neonazis han adoptado algunos símbolos del nacionalsocialismo, entre ellos un gran número de formas, junto con una variedad de iconos similares a la cruz gamada tales como la cruz solar, que recuerda el simbolismo nazi sin pertenecer a él. Los neonazis también se identifcan con ciertos números como:
- 18, que significa Adolf Hitler. El número se debe a la posición de las letras en el alfabeto: A = 1 y H = 8.[12]
- 88, que significa Heil Hitler (saludo fascista). De nuevo, el número proviene de la posición de la letra H en el alfabeto latino.[13]
- 14, en referencia a las “catorce palabras” pronunciadas por David Lane: «Debemos asegurar la existencia de nuestra raza y un futuro para los niños blancos.»[14]

Los números 14 y 88 a veces se combinan entre sí (P. ej. 14/88, 8814, 1488).

## Uso por parte de otros
Entre 2014 y 2022, la Brigada Azov de la Guardia Nacional de Ucrania empleó como distintivo el wolfsangel, una insignia de la 2.ª División SS Das Reich y otros ejércitos de la Waffen-SS nazi.  En 2014, soldados de la misma brigada ostentaban la esvástica y las runas de la SS nazi.
En 2023, el sol negro aparecía "con alguna regularidad" en los uniformes de los soldados ucranianos.  En marzo del 2022, la cuenta de Twitter de la OTAN publicó foto de un soldado ucraniano con el Sonnenrad nazi.  En noviembre del mismo año, un agregado de prensa ucraniano vistió un totenkopf durante un evento de prensa con el The New York Times; periodistas de otros medios habían rogado a otros soldados ucranianos quitárselos antes de fotografiarles.  Al mes siguiente, la corte suprema dictaminó que un laboratorio de ideas subvencionado por el gobierno ucraniano puede emplear el distintivo de la 14.ª División de Granaderos Waffen-SS de la Schutzstaffel nacionalsocialista.  En abril del 2023, el Ministerio de Defensa de Ucrania publicó en su cuenta de Twitter la foto de un soldado  ucraniano de la unidad militar Lobos Da Vinci con un totenkopf en el uniforme.  Los Lobos Da Vinci habían publicado al menos cinco otras fotos de sus soldados vistiendo insignias nacionalsocialistas.  En mayo, la agencia de servicios de emergencia ucraniana publicó en su cuenta de Instagram una foto de un rescatista suyo ostentando un sol negro.

## Galería

Bandera de la Alemania nazi (1935-1945)
Insignias rúnicas de las SS basadas en la runa sig armanen y otras variantes
El águila del partido Nacionalsocialista (Parteiadler)
Totenkopf
Wolfsangel
Runa algiz
Runa odal
Cruz solar utilizada, entre otros símbolos y códigos, en la iconografía neonazi
Variente de la Cruz solar en forma de esvástica. Utilizada por la 5.ª División SS Wiking, el Movimiento de la Fe Alemana y la Sociedad Thule
Una variación simplificada de la cruz celta, también forma parte de la iconografía neonazi
Sol negro utilizado principalmente por grupos relacionados al ocultismo nazi, y por otros grupos neonazis
Cruz de hierro con la esvástica nazi al centro. (1939)
Símbolo del martillo y espada, usada por el movimiento strasserista, de índole nazi